# جورج فاولر (رسام)
جورج فاولر (بالإنجليزية: George Fuller)‏ هو رسام أمريكي، ولد في 17 يناير 1822 في ديرفيلد في الولايات المتحدة، وتوفي في 21 مارس 1884 بسبب ذات الرئة.

## وصلات خارجية
- جورج فاولر على موقع الموسوعة البريطانية (الإنجليزية)